# Język towei
Język towei (a. towe) – język papuaski z rodziny języków pauwasi, używany w prowincji Papua w Indonezji, przez mieszkańców wsi Towe Hitam (dystrykt Towe, kabupaten Keerom), blisko granicy z Papuą-Nową Gwineą. Według danych z 1975 roku posługuje się nim 120 osób.
Jest wyraźnie zagrożony wymarciem. W użyciu są także języki yetfa, indonezyjski i malajski papuaski (preferowane przez najmłodsze pokolenie).
Podobnie jak pozostałe języki pauwasi jest słabo opisany (istnieją pewne listy słownictwa). Jego najbliższym krewnym ma być tebi (również z grupy zachodniej języków pauwasi), jednakże oba języki są od siebie silnie odrębne (jak też od reszty języków pauwasi).